# Apartmanszálloda

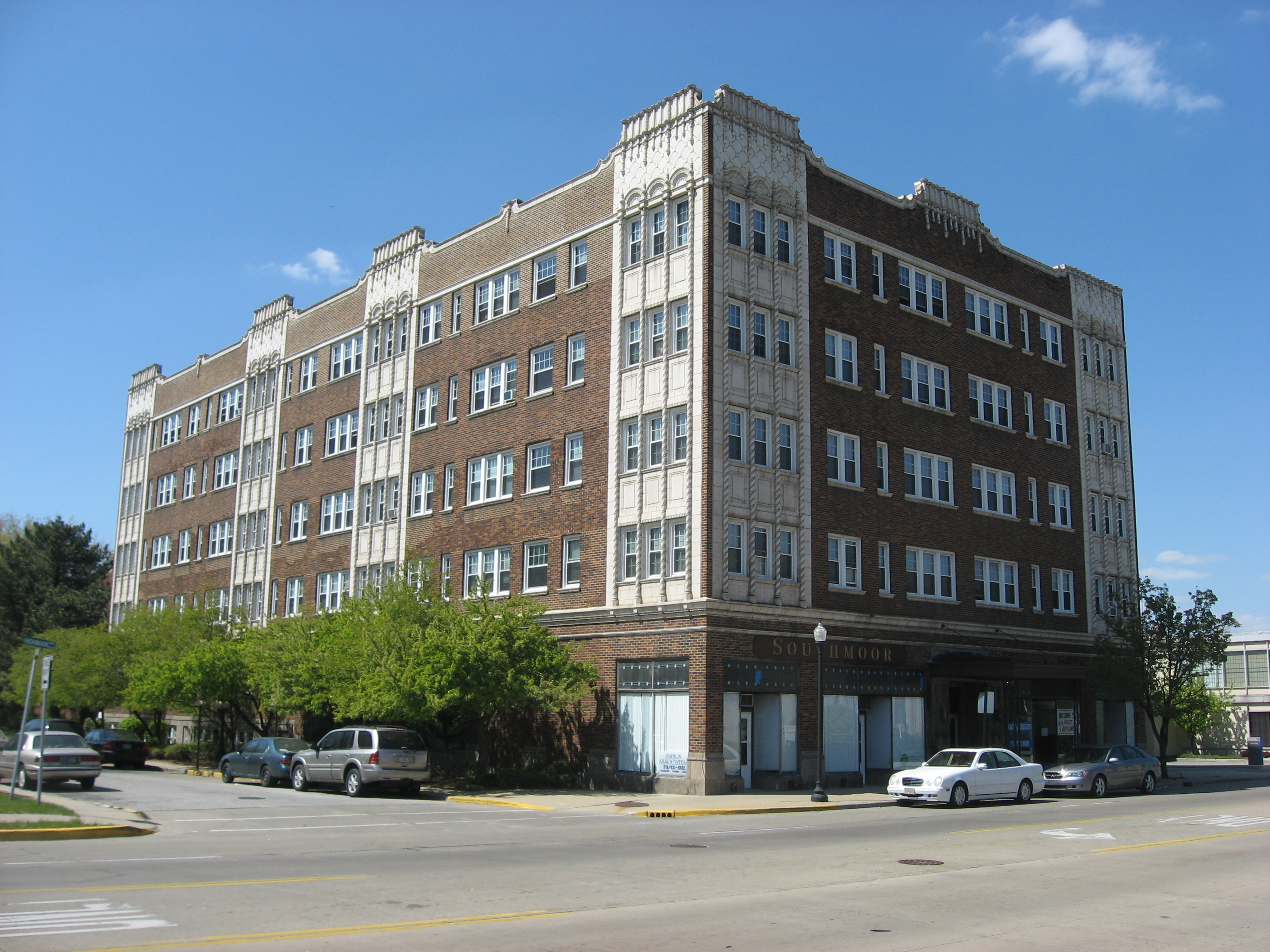
Apartmanhotel Indianában

Az apartmanszálloda egy olyan, a kereskedelmi szálláshelyek csoportjába tartozó szálloda, amelyben az ágyak több mint 80%-a berendezett és felszerelt háló- és nappali szobával, valamint konyhával rendelkező apartmanban található,
- megfelel a garniszálloda felépítésére előírt követelményeknek azzal az eltéréssel, hogy a kétszeres alapterületű szobaegységek méretébe az erkély és a terasz alapterülete is beleszámít, és
- legalább 11 szobaegységgel rendelkezik.

Az apartman (a francia appartement szóból) eredetileg gazdagon felszerelt lakosztályt jelent.
Ebben a vendéglátási formában saját étkezéséről általában a vendég maga gondoskodik. Egy apartmanban alapkiépítettségben konyha, terasz, WC, fürdőszoba is található, amelyeket csak az adott szolgáltatást élvező vendég használhat.

## Vonatkozó magyar jogszabályok
- 54/2003. (VIII. 29.) GKM rendelet
- 45/1998. (VI. 24.) IKIM rendelet